# Lente (geologia)
In geologia una lente è un corpo di minerale o roccia o deposito di solito spesso nel mezzo e sottile ai bordi, somigliante a una lente convessa nella sua sezione trasversale. Aggettivo: "lenticolare".
Una lente può riferirsi anche a una formazione di forma irregolare costituita da un deposito poroso, sedimentario, permeabile circondato da roccia impermeabile.